# Cantonul Badonviller
Cantonul Badonviller este un canton din arondismentul Lunéville, departamentul Meurthe-et-Moselle, regiunea Lorena, Franța.

## Comune
| Comune                    | Populație (1999) | Cod poștal | Cod INSEE |
| ------------------------- | ---------------- | ---------- | --------- |
| Angomont                  | 103              | 54540      | 54017     |
| Badonviller               | 1 624            | 54540      | 54040     |
| Bionville                 | 138              | 54540      | 54075     |
| Bréménil                  | 134              | 54540      | 54097     |
| Fenneviller               | 107              | 54540      | 54191     |
| Neufmaisons               | 245              | 54540      | 54396     |
| Neuviller-lès-Badonviller | 92               | 54540      | 54398     |
| Pexonne                   | 399              | 54540      | 54423     |
| Pierre-Percée             | 101              | 54540      | 54427     |
| Raon-lès-Leau             | 41               | 54540      | 54443     |
| Saint-Maurice-aux-Forges  | 98               | 54540      | 54481     |
| Sainte-Pôle               | 201              | 54540      | 54484     |